# Sinne Eeg

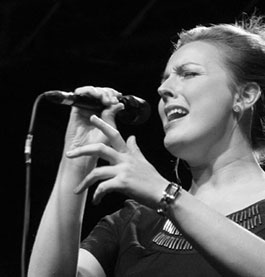
Sinne Eeg

Sinne Eeg (* 1. September 1977 in Lemvig) ist eine dänische Jazzsängerin und -komponistin. Sie gehört zu den besten Jazzsängerinnen Skandinaviens.

## Wirken
Eeg studierte seit 1997 am Vestjysk Musikkonservatorium in Esbjerg, wo sie 2003 ihren Abschluss machte; auch nahm sie Unterricht bei Janet Lawson in New York.
Eeg, die von Nancy Wilson, Betty Carter und Sarah Vaughan beeinflusst ist, hat seit 2003 Alben unter eigenem Namen vorgelegt. Neben amerikanischen Jazzstandards interpretiert sie auch dänische Theater- und Filmmusiken der 1930er- bis 1960er-Jahre. Sie tourte in Europa, Japan, China und den Vereinigten Staaten. Ihr Auftritt bei JazzBaltica 2009 wurde im Deutschlandfunk übertragen.
Eeg wurde dreimal mit dem Danish Music Award in der Kategorie „Best Danish Vocal Jazz Album of the Year“ ausgezeichnet: 2007, 2010 und 2014 für ihre Alben Waiting for Dawn, Don’t Be So Blue und Face the Music. 2014 erhielt sie den Ben Webster Prize und den Prix Billie Holiday.

## Diskographische Hinweise
- Sinne Eeg (2003)
- Sinne Eeg, Mads Vinding, Lise Marie Nedergaard: Abrikostraeet (Calibrated 2005)
- Waiting For Dawn (Calibrated 2007)
- Remembering You (Red Dot Music 2009)[3]
- Don’t Be So Blue (2010)
- The Beauty of Sadness (2012)
- Face the Music (Stunt Records 2014)
- Sinne Eeg & Thomas Fonnesbæk: Eeg & Fonnesbæk (Stunt Records 2015)[1]
- Dreams (Stunt Records 2017)
- Sinne Eeg & The Danish Radio Big Band: We’ve Just Begun (BFM Jazz 2020)